# توماس غوتيريز
توماس غوتيريز (بالإسبانية: Tomás Gutiérrez)‏ هو عسكري وسياسي بيروفي، ولد في 1850 في بيرو، وتوفي في 26 يوليو 1872 في ليما في بيرو.